# Elecciones parlamentarias de Burkina Faso de 1997
Las elecciones parlamentarias de Burkina Faso fueron realizadas el 11 de mayo de 1997, después de que la Asamblea Nacional finalizara su primer período democrático, desde la independencia del país. El resultado fue la victoria para el Congreso por la Democracia y el Progreso, el cual obtuvo 101 de los 111 escaños en la Asamblea Nacional. La participación electoral fue de un 44.1%.
Tras las elecciones, la Corte Suprema anuló los resultados en 4 circunscripciones. Las elecciones se volvieron a realizarse en aquellos lugares el 19 de junio, y todas ellas fueron ganadas por el Congreso por la Democracia y el Progreso.

## Resultados
| Partido                                          | Votos     | %    | Escaños | +/-   |
| ------------------------------------------------ | --------- | ---- | ------- | ----- |
| Congreso por la Democracia y el Progreso         | 1.449.082 | 68.6 | 101     | +8    |
| Partido por la Democracia y el Progreso          | 213.620   | 10.1 | 6       | Nuevo |
| Congreso Democrático Africano                    | 136.006   | 6.44 | 2       | –4    |
| Alianza por la Democracia y la Federación        | 156.325   | 7.4  | 2       | –2    |
| Partido Socialista de Burkina Faso               | 38.005    | 1.8  | 0       | –1    |
| Partido Independiente Africano                   | 31.381    | 1.5  | 0       | –2    |
| Bloque Socialista de Burkina Faso                | 27.493    | 1.3  | 0       | 0     |
| Fuerza Social Frontal                            | 16.597    | 0.8  | 0       | Nuevo |
| Grupo de Demócratas Patrióticos                  | 12.652    | 0.6  | 0       | 0     |
| Partido por el Progreso y el Desarrollo Social   | 11.408    | 0.5  | 0       | Nuevo |
| Verdes Unidos para el Desarrollo de Burkina Faso | 9.437     | 0.5  | 0       | 0     |
| Movimiento por la Tolerancia y el Progreso       | 7.117     | 0.3  | 0       | 0     |
| Nueva Socialdemocracia                           | 2.885     | 0.1  | 0       | 0     |
| Votos en blanco/nulos                            | 83.887    | –    | –       | –     |
| Total                                            | 2.195.865 | 100  | 111     | +4    |
| Participación electoral                          | 4.982.621 | 44.1 | –       | –     |
| Fuente: Nohlen et al.                            |           |      |         |       |